# Braunsapis luapulana
Braunsapis luapulana är en biart som först beskrevs av Cockerell 1936.  Braunsapis luapulana ingår i släktet Braunsapis och familjen långtungebin. Inga underarter finns listade.